# Région des Southern Downs
La région des Southern Downs (en anglais : Southern Downs Region) est une zone d'administration locale située dans l'État du Queensland en Australie, dont le siège est Warwick.

## Géographie
La région s'étend sur 7 120 km2 dans la région des Darling Downs, à l'extrémité sud-est du Queensland, et est limitrophe de la Nouvelle-Galles du Sud.
Elle comprend les villes et villages de Warwick (city) et Allora, Amiens, Applethorpe, Ballandean, Dalveen, Karara, Killarney, Leyburn, Maryvale, Messines, Passchendale, Pozieres, Stanthorpe, Thulimbah, Wallangarra, Wyberba et Yangan.

## Histoire
La région est créée le 15 mars 2008 par la fusion des comtés de Stanthorpe et de Warwick.

## Démographie
| 2011   | 2016   | 2021   |
| ------ | ------ | ------ |
| 33 883 | 35 110 | 36 290 |

## Politique et administration
Le conseil comprend le maire et huit autres membres, élus pour un mandat de quatre ans. À la suite des élections du 28 mars 2020, le conseil est formé d'indépendants. Les dernières élections ont eu lieu le 16 mars 2024.

### Liste des maires
| Période       | Période    | Identité         | Étiquette | Qualité |
| ------------- | ---------- | ---------------- | --------- | ------- |
| 2008          | 2012       | Ron Bellingham   |           |         |
| 2012          | 2016       | Peter Blundell   |           |         |
| 2016          | 2020       | Tracy Dobie      |           |         |
| 15 avril 2020 | avril 2024 | Victor Pennisi   |           |         |
| 3 avril 2024  | en cours   | Melissa Hamilton |           |         |

La zone est rattachée à la circonscription de Maranoa pour les élections fédérales et à celle de Southern Downs pour les élections à l'Assemblée législative du Queensland.